# Дождь
«Дождь» (стилізовано «До///дь») — російський інформаційний телеканал, що входить до медіахолдингу «Дождь», власником якого є російська журналістка Наталія Сіндєєва. У 2022 році після початку повномасштабного вторгнення в Україну Роскомнадзор заборонив транслювати телеканал «Дождь» за критику імперських амбіцій Кремля і за незгоду з військовою агресією Росії проти України. Через пропаганду російського імперіалізму телеканал також заборонено показувати на ТБ в Україні, Латвії, Литві та Естонії.
75 % етерного часу займають прямі етери. В ефірі каналу є новинні, аналітичні, дискусійні та авторські програми, концерти, художні читання, а також документальні фільми, відеоарт.

## Історія
Історія телеканалу почалася 2007 року, тоді співвласниця радіостанції «Срібний дощ» (рос. «Серебряный дождь») Наталя Сіндєєва вирішила піти з радіо і зайнятися власним медіабізнесом. Протягом трьох років концепція ЗМІ кілька разів змінювалася: передбачалося створити телебачення «для успішних людей» або організувати телестудію в одній з висоток «Москва-Сіті», щоб під час ефіру глядач міг спостерігати панораму великого міста. У результаті від цієї ідеї було вирішено відмовитися: Сіндєєва домовилася про оренду приміщення на «Червоному Жовтні», і 27 квітня 2010 року телеканал було запущено.
Поширюючись у Мережі, «Дождь» почав поступово залучати аудиторію. Першим інтернет-провайдером, з яким Сіндєєва уклала контракт, стала компанія «Акадо». Незабаром співпраця припинилася з незрозумілих причин. Тоді основним майданчиком для мовлення «Дождя» став портал Slon.ru, однак дуже скоро керівництво каналу домовилося вести трансляцію через супутник. У цьому, за однією із версій, каналу допоміг російський прем'єр-міністр Дмитро Медведєв. За даними журналу «Форбс», виторг телеканалу за перший рік мовлення склав 14,7 млн рублів.
У 2011 році телеканал отримав спеціальний приз Академії російського телебачення національного телевізійного конкурсу «ТЕФІ-2011», а у 2013 році став лауреатом 10-ї ювілейної «Премії Рунету — 2013» в номінації «Культура, ЗМІ та масові комунікації» (категорія — «Інтернет-проєкти»).
У 2012 році телеканал «Дождь» брав участь у конкурсі на отримання федерального статусу — включення до складу другого мультиплексу цифрового телебачення Росії. Попри те, що «Дождь» був одним із головних фаворитів конкурсу, у другий мультиплекс канал не потрапив. Восени 2013 року мовлення каналу стало частково платним.
29 листопада 2013 року на телеканалі вийшов сюжет про кооператив «Сосни» за підсумками розслідування Фонду боротьби з корупцією Олексія Навального, який знайшов незадекларовану нерухомість у чиновників і знаних керівників партії «Єдина Росія». Після цього у телеканалу, за словами його керівника Наталії Сіндеєвої, почалися проблеми, викликані вказівкою із Кремля.
1 січня 2015 року телеканал був позбавлений права транслювати рекламу.

## Логотип
Телеканал змінив три логотипи. Нинішній — 4-й за ліком.
- З 27 квітня 2010 по 29 вересня 2013 року логотипом було слово «Дождь» рожевого кольору (замість літери Ж — три косих риски), під ним рожева стрічка з написом «Optimistic Channel», ще нижче чорна трапеція з написом «Live». Знаходився у правому верхньому куті.
- З 30 вересня 2013 по 13 вересня 2015 року логотип був схожим на попередній, але трапеція з написом «Live» або «HD» була сірою. Знаходився у правому нижньому куті.
- З 14 вересня 2015 року і дотепер логотипом є три косих риски рожевого кольору. Знаходиться там само.

## Телеканал та Україна
27 березня 2014 року в Україні розпочали трансляцію телеканалу замість частини інших російських каналів, вилучених з ефіру через пропаганду агресії проти України.
12 січня 2017 року Національна рада з питань телебачення і радіомовлення України вилучила телеканал з переліку іноземних програм через численні порушення українського законодавства: розміщення комерційної реклами, незаконне перетинання співробітниками каналу кордону України, свідоме викривлення інформації про державні кордони України та пропаганду зазіхання на територіальну цілісність України.
2022 року, під час повномасштабного вторгнення РФ до України, канал зазнавав численної критики. Детектор медіа критикував «Дождь» за запрошення російських військових на ефір, антиукраїнські заяви та посилання на сумнівні заяви російських посадовців. Після оголошення мобілізації в Росії канал почав висвітлювати жахливі умови перебування мобілізованих та їх низьке оснащення, запрошуючи на ефіри гостей-мобілізованих, котрі розповідали про своє бажання та готовність воювати проти ЗСУ, але неможливість цього через брак спорядження чи невиплату грошових компенсацій, привертаючи таким чином увагу Міністерства оборони РФ.
2 грудня 2022 року Національна рада з електронних ЗМІ Латвії (NEPLP) оштрафувала телеканал на 10 тис. євро за карту РФ з Кримом і вираз «наша армія». Після цього ведучий каналу в ефірі висловив сподівання, що редакції вдається допомагати мобілізованим в російській армії «елементарними зручностями». Тихон Дзядко, головний редактор каналу, заявив, що канал не допомагає військовим, а інформує про злочини російської армії в Україні. На цей ефір відреагував міністр оборони Латвії Артіс Пабрікс, сказавши, що канал має їхати працювати в Росію, а його дозвіл на проживання треба анулювати.
З 8 грудня 2022 року телеканалу забороняється мовлення на території Латвії, Литви та Естонії.

## Заборона в Росії
Телеканал призупинив мовлення в Росії 3 березня 2022 року, коли був заблокований «Роскомнаглядом» на вимогу Генпрокуратури Росії за висвітлення війни в Україні. Головний редактор Тихон Дзядко та частина журналістів покинули Росію на тлі погроз до колективу.
У березні 2023 року колишній головний редактор радіостанції «Ехо Москви» Олексій Венедиктов розповів в інтерв'ю Ксенії Собчак, що ідея закриття телеканалу належала заступнику голови адміністрації президента російської федерації Сергію Кірієнку.
У липні 2023 року телеканал був оголошений «небажаною організацією» у Росії.

## Нагороди
- Премія імені Герда Буцеріуса «Вільна преса Східної Європи[ru]» (2014)[31]